# Krasiejów
Krasiejów je menší obcí na jihu Polska (Slezsko), ležící asi 30 km východně od Opole, nedaleko města Ozimek. Nachází se ve gmině Ozimek v okrese Opolí. V současnosti má lehce přes 2000 stálých obyvatel na ploše kolem 3,25 km². První zmínka o obci pochází již z roku 1292, kdy je v jisté listině zmiňován šlechtic jménem Bratacho de Crasseow. První kostel zde byl postaven v roce 1518, v současnosti je dominantou obce jiný neobarokní kostel, postavený v letech 1911-1913.

## Paleontologická lokalita

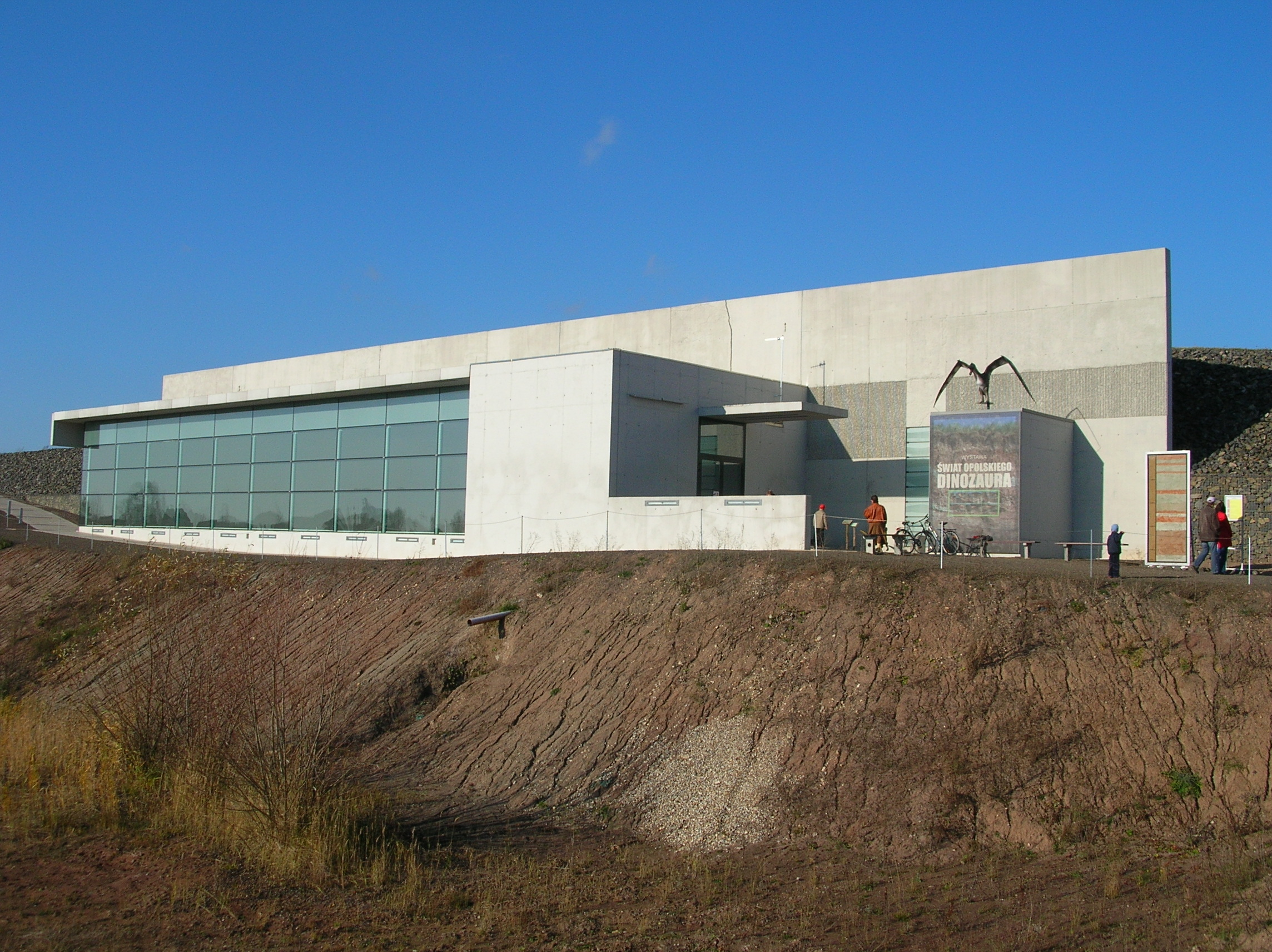
Muzeum triasových čtvernožců v Krasiejowě

V blízkosti obce se v prostoru bývalého povrchového lomu a cihelny nachází významná paleontologická lokalita z období svrchního triasu (stáří asi 223 až 232 milionů let), na které byl mj. objeven také dle původní domněnky jeden z nejstarších známých dinosaurů druhu Silesaurus opolensis (dnes je obecně považován spíše za dinosauromorfa), obojživelný fytosaur druhu Paleorhinus arenaceus, étosaur Stagonolepis olenkae, temnospondylní obojživelníci rodů Metoposaurus a Cyclotosaurus nebo dravý rauisuch Polonosuchus silesiacus.
Lokalita (známá již od 70. let 19. století) je systematicky vědecky zkoumána teprve od roku 1993 a kolem roku 2010 vznikl přímo na jejím místě rozsáhlý tematický JuraPark s modely dinosaurů i jiných pravěkých tvorů (otevřen v květnu roku 2010). V samotné obci je umístěno také menší muzeum s paleontologickou expozicí, věnovanou zejména objevům z tamní lokality.